# Камнешарки
Камнешарки (лат. Arenaria) — род птиц из семейства бекасовых, включающий два вида — камнешарка и чёрная камнешарка.  Камнешарка распространена на севере Евразии, в арктической части Северной Америки и в Гренландии.
Птицы с длиной тела около 25 см. Пёстрое оперение ржавого оттенка с белыми и чёрными участками.
Гнездятся преимущественно на морских побережьях. Устраивают гнезда на земле, в виде ямки со скудной выстилкой. Кладку из 3—4 пёстрых яиц высиживают оба родителя в течение 21—23 дней. Клюв крепкий клиновидный, которым птицы в поисках насекомых и червей переворачивают камешки, в связи с чем птицы и получили своё название.  Питаются мелкими беспозвоночными, которых отыскивают среди камешков, и выброшенных на берег водорослей.
Чёрная камнешарка встречается только на западе и юге Аляски и отличается более тёмным оперением. Оба вида перелётные птицы, зимуют в Африке, Южной Азии, Южной Америке и в Австралии.

## Классификация
В род включают 2 вида:
- Arenaria interpres (Linnaeus, 1758) — камнешарка
- Arenaria melanocephala (Vigors, 1829) — чёрная камнешарка